# Riaille

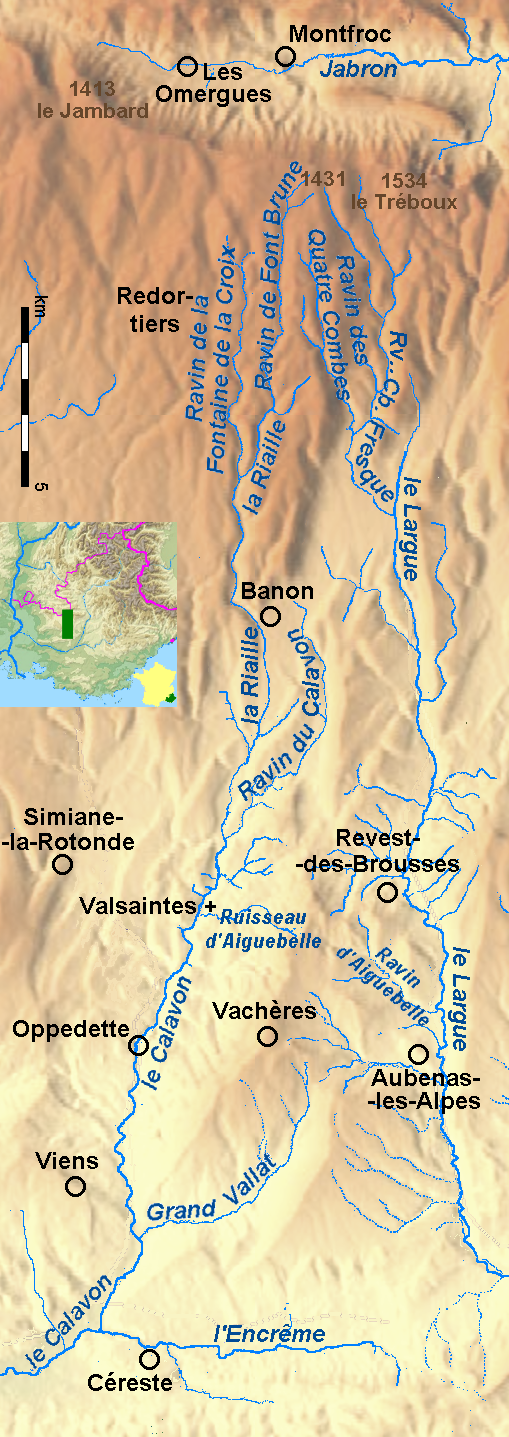
Die Nebenflüsse des Coulon (auch: Calavon)

Die Riaille ist ein Fluss in Frankreich, der im Département Alpes-de-Haute-Provence in der Region Provence-Alpes-Côte d’Azur verläuft. Sie entspringt unter dem Namen Ravin de Font Brune in den Montagne de Lure, im nördlichen Gemeindegebiet von Redortiers, entwässert generell in südlicher Richtung und mündet nach rund 21 Kilometern im Gemeindegebiet von Simiane-la-Rotonde als rechter Nebenfluss in den Coulon.

## Orte am Fluss
(Reihenfolge in Fließrichtung)
- L’Hurban, Gemeinde Redortiers
- Redortiers, Gemeinde Redortiers
- Banon
- La Tuilière, Gemeinde Simiane-la-Rotonde